# Könčhog Džungnä
Könčhog Džungnä (1733–1741) byl tibetský buddhistický meditační mistr a učenec linie Kagjüpy - jedné ze čtyř hlavních škol tibetského buddhismu. Byl devátým Žamar rinpočhem.

## Život
Devátá inkarnace žamarpy, Könčhog Džungnä, se narodila v bhútánském Paru. Jako žamarpu ji uznal osmý Tai Situ rinpočhe. Karmické podmínky té doby byly tak nepříznivé, že malý žamarpa v osmi letech zemřel.